# José Francisco Merino López
José Francisco Merino López (San Miguel, 29 de febrero de 1952) es un político salvadoreño, reconocido principalmente por haber sido Vicepresidente de El Salvador entre 1989 y 1994, entre otros cargos políticos.

## Biografía
Merino nació el 29 de febrero de 1952 en San Miguel. Estudió ingeniería industrial en la Universidad de El Salvador.
Fue miembro de la Asamblea Constituyente de El Salvador de 1982 a 1984, y fue elegido Vicepresidente de El Salvador en las elecciones de 1989. Además, fue Ministro del Interior de 1989 a 1990 y fue elegido miembro del Parlamento Centroamericano de 1994 a 1999. En 1996 abandonó la Alianza Republicana Nacionalista y se afilió al Partido de Conciliación Nacional. Fue presidente del Tribunal de Cuentas entre 1998 y 1999.
Merino fue elegido diputado a la Asamblea Legislativa de El Salvador consecutivamente de 2000 a 2021.